# Geocoris megacephalus
Geocoris megacephalus é uma espécie de inseto de olhos grandes da família Geocoridae, encontrada no Paleártico .

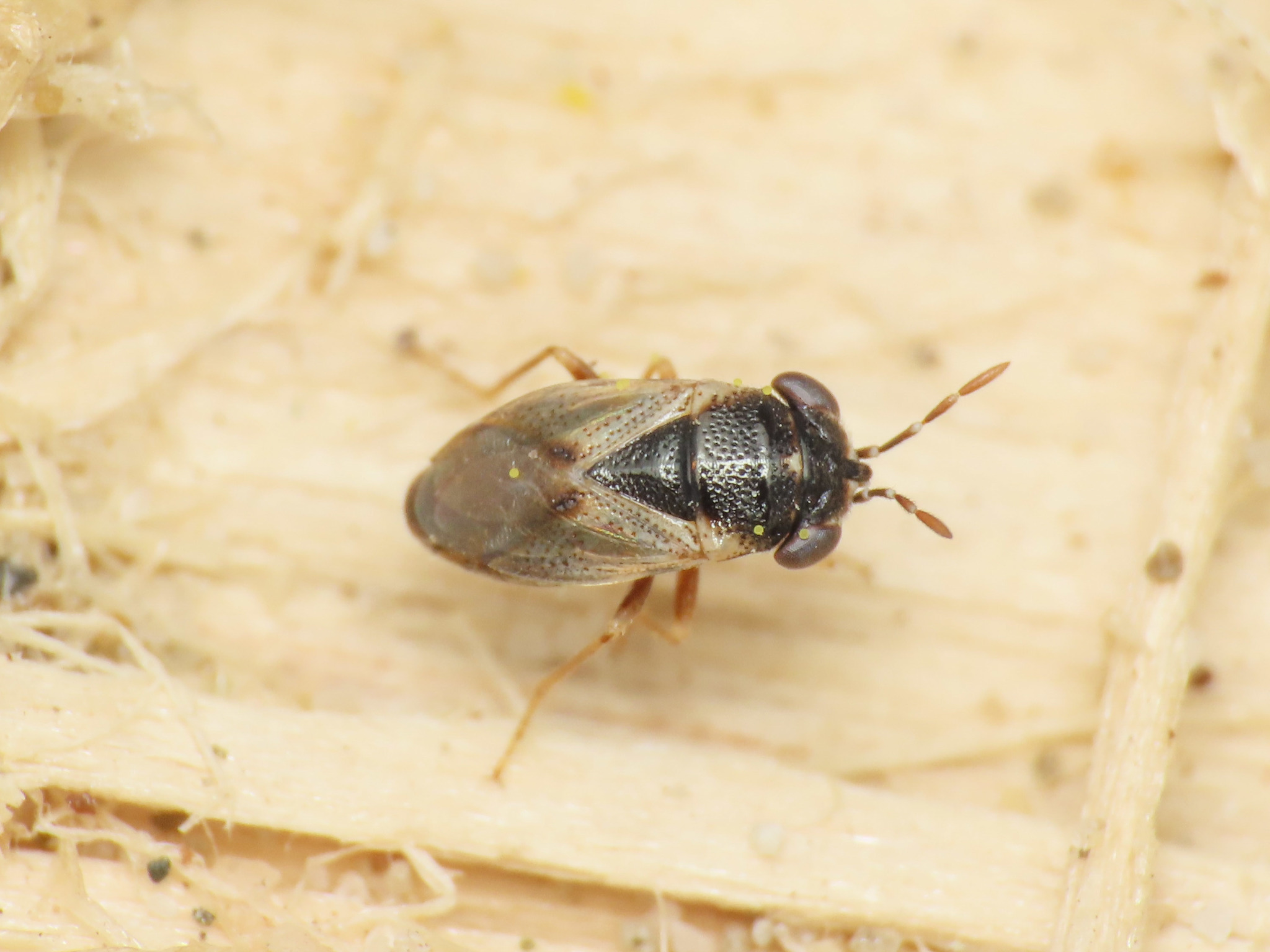
Geocoris megacephalus, Itália

## Subespécies
Estas seis subespécies pertencem à espécie Geocoris megacephalus :
- Geocoris megacephalus mediterraneus Puton, 1878
- Geocoris megacephalus megacephalus (Rossi, 1790)
- Geocoris megacephalus occipitalis (Dufour *, 1857)
- Geocoris megacephalus puberulus Montandon, 1907
- Geocoris megacephalus siculus (Fieber, 1844)
- Geocoris megacephalus villosulus Montandon, 1907